# Noctueliopsis atascaderalis
Noctueliopsis atascaderalis là một loài bướm đêm trong họ Crambidae.